# Joseph-Aurèle Plourde
Joseph-Aurèle Plourde OC (* 12. Januar 1915 in Saint-François-de-Madawaska, New Brunswick, Kanada; † 5. Januar 2013) war Erzbischof von Ottawa.

## Leben
Joseph-Aurèle Plourde studierte Philosophie und Theologie am St. Joseph College in Memramcook, New Brunswick, und am Holy Heart Seminary in Halifax, Nova Scotia. Am 7. Mai 1944 erhielt er durch Bischof Rosario Brodeur in der Immaculate Conception Cathedral, Edmundston, das Sakrament der Priesterweihe. Plourde war Professor für Sozialwissenschaften und Philosophie am Saint-Louis College in Edmundston.
Papst Paul VI. ernannte ihn am 30. Juli 1964 zum Titularbischof von Lapda und zum Weihbischof im kanadischen Bistum Alexandria in Ontario. Die Bischofsweihe spendete ihm am 26. August desselben Jahres der damalige Apostolische Delegat und spätere Kurienkardinal Sergio Pignedoli; Mitkonsekratoren waren Rosario Brodeur, Bischof von Alexandria in Ontario, und Joseph-Roméo Gagnon, Bischof von Edmundston. Er war Konzilsvater der letzten Sitzungsperiode des Zweiten Vatikanischen Konzils.
Am 2. Januar 1967 erfolgte die Ernennung zum Erzbischof von Ottawa. Die Amtseinführung fand am 26. Februar desselben Jahres statt. Von 1969 bis 1971 war er Präsident der Canadian Conference of Catholic Bishops (CCCB).
Seinem altersbedingten Rücktrittsgesuch gab Papst Johannes Paul II. am 27. September 1989 statt.
Er wurde 1989 mit dem Order of Canada geehrt. Plourde war Mitglied des Malteserordens und des Ritterordens vom Heiligen Grab zu Jerusalem.